# Nedre Elvehavn
Nedre Elvehavn – nowoczesna dzielnica miasta, wybudowana na terenach pofabrycznych.
Trondheim ma także swoje Aker Brygge, które w odróżnieniu od tego z Oslo, oświetlane jest również promieniami wieczornego słońca – Solsiden (słoneczna strona).
Budynki Trondheim Mechaniske Varkstede (zakładów mechanicznych) przy Nedre Elvehavn, w których od 1850 do 1983 istniał port i stocznia w 2003 połączone z centrum za pomocą dużego mostu z ruchem pieszo-rowerowym. Tereny zwanego dawniej "Tavern" stały się w krótkim czasie bardzo popularnym miejscem spotkań. Okolica gdzie niegdyś mieściły się doki została zmieniona w centrum restauracyjno-handlowe, z 1500 miejscami siedzącymi na zewnątrz i 500 wewnątrz, 13 restauracji i barów.
W okolicy budowane są duże apartamentowce, których elewacja nawiązuje do historycznego przeznaczenia tego miejsca.

## Galeria zdjęć

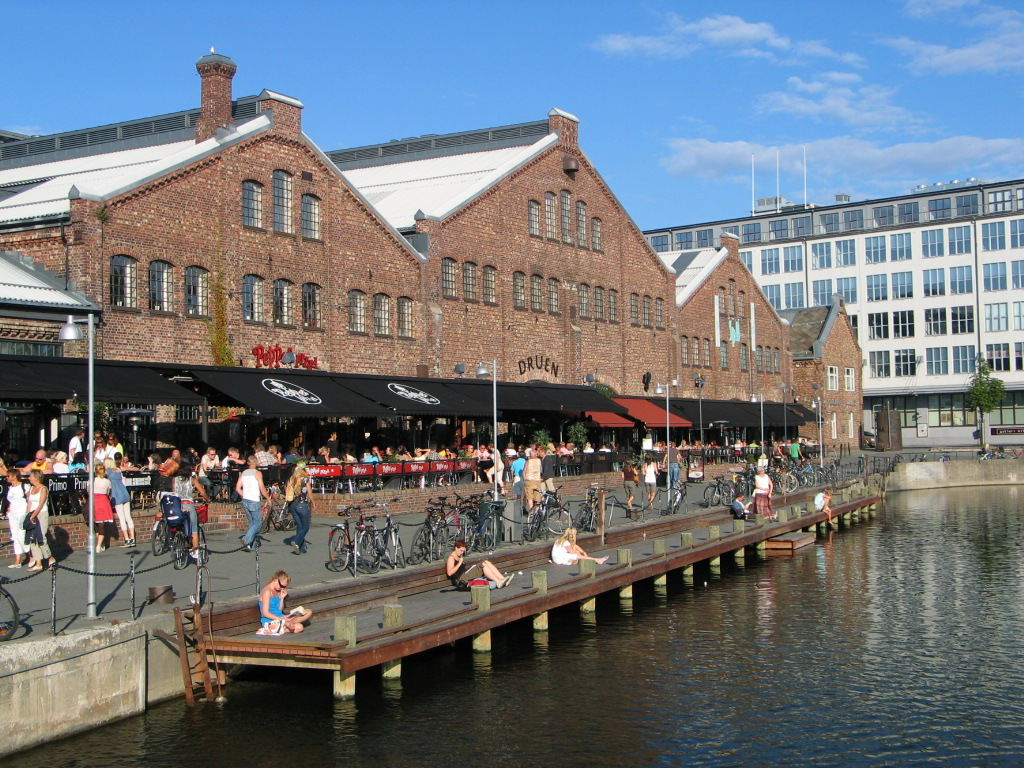
Restauracja na Solsiden, Nedre Elvehavn.
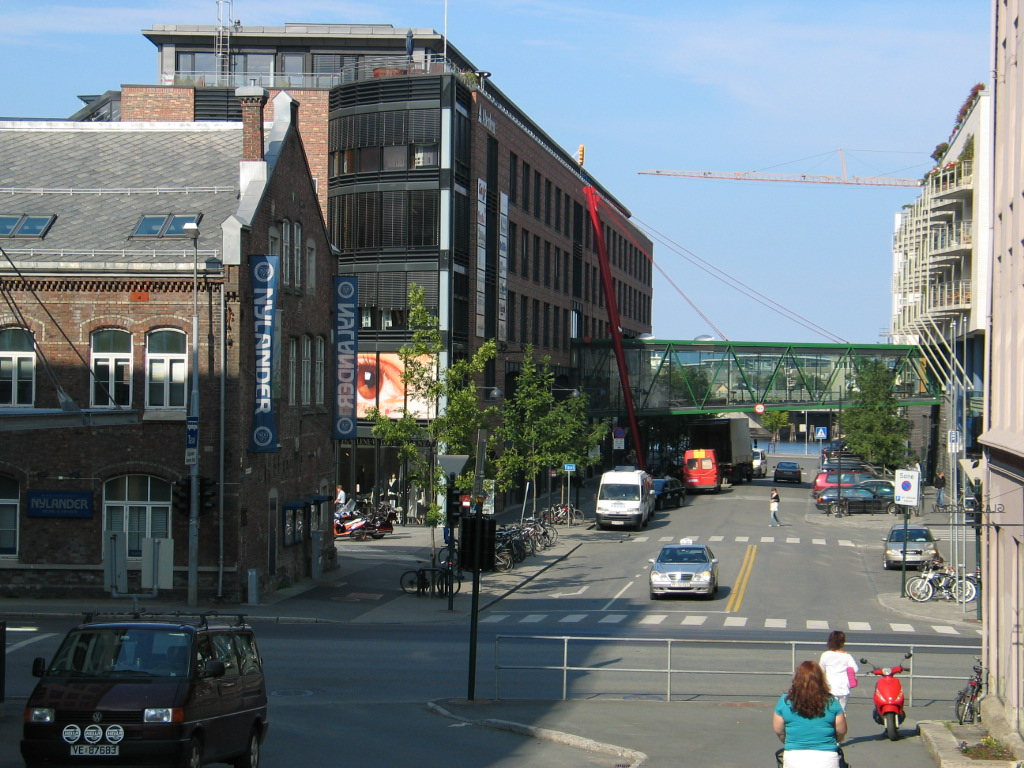
Solsiden Senter, Nedre Elvehavn.